# Julius von Durostorum

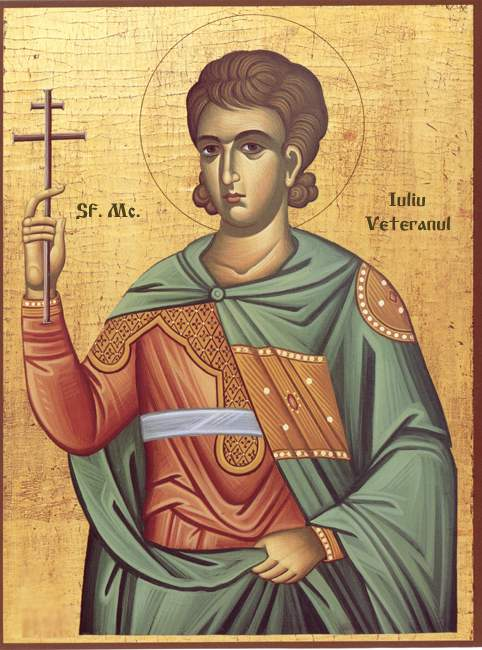
Julius von Durostorum auf einer historisierenden Ikone um 1900

Julius von Durostorum (auch Julius der Veteran; * um 255; † 27. Mai 304 in Durostorum (heute Silistra) in Bulgarien) ist ein Märtyrer der katholischen und orthodoxen Kirche. Sein Festtag ist der 27. Mai.
Julius diente 27 Jahre, wahrscheinlich in der Legio XI Claudia, der römischen Armee und nahm an etlichen Feldzügen teil. Er konvertierte zum Christentum. Kaiser Diokletian erließ 303 ein Edikt, das bei Todesstrafe Opfer an die Staatsgötter forderte und zu schweren Christenverfolgungen im Römischen Reich führte. Julius wurde denunziert, verhaftet und in Durostorum vor Gericht gestellt. Der Praefect Maximus wollte Milde walten lassen und forderte Julius mehrfach auf, das Opfer darzubringen. Aus Furcht vor „ewiger Verdammnis“ weigerte sich Julius und wurde schließlich zum Tode durch Enthaupten verurteilt. Auf dem Weg zum Richtplatz ermutigte ihn sein ebenfalls gefangener Kamerad Hesychius, der wenige Tage später gleichfalls hingerichtet wurde.